# Antrifttal
Antrifttal település Németországban, Hessen tartományban. Lakosainak száma 1809 fő (2023. december 31.).

## Népesség
A település népességének változása:
| Lakosok száma | 1998 | 1864 | 1846 | 1801 | 1822 | 1809 |
|               | 2014 | 2017 | 2019 | 2021 | 2022 | 2023 |